# Peniocereus greggii
El cacto huevos de venado o reina de la noche (Peniocereus greggii), es un arbusto perteneciente a la familia de las Cactáceas. Tiene ramas erectas de más de 60 cm de largo con tallo verde grisáceo. Habita desde el norte de México hasta Texas y Arizona en los Estados Unidos. La especie tiene dos variedades: P. greggii var. greggii y P. g. var. transmontanus. Se han cuantificado muy pocos individuos de la primera variedad de esta especie en el hábitat, por lo cual su población en estado natural se encuentra en riesgo pero no se ha evaluado.  

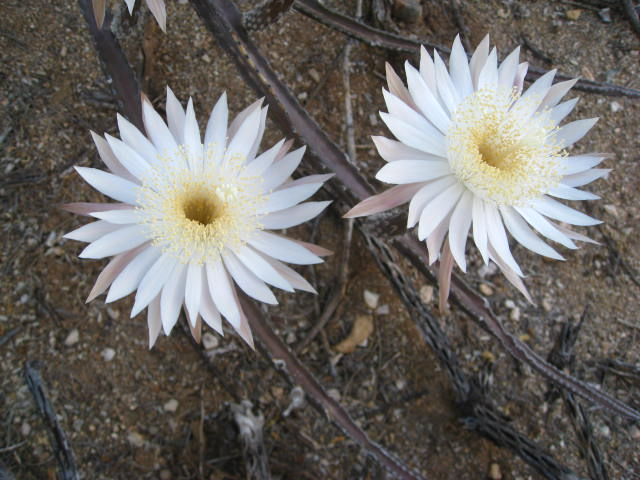
Flores

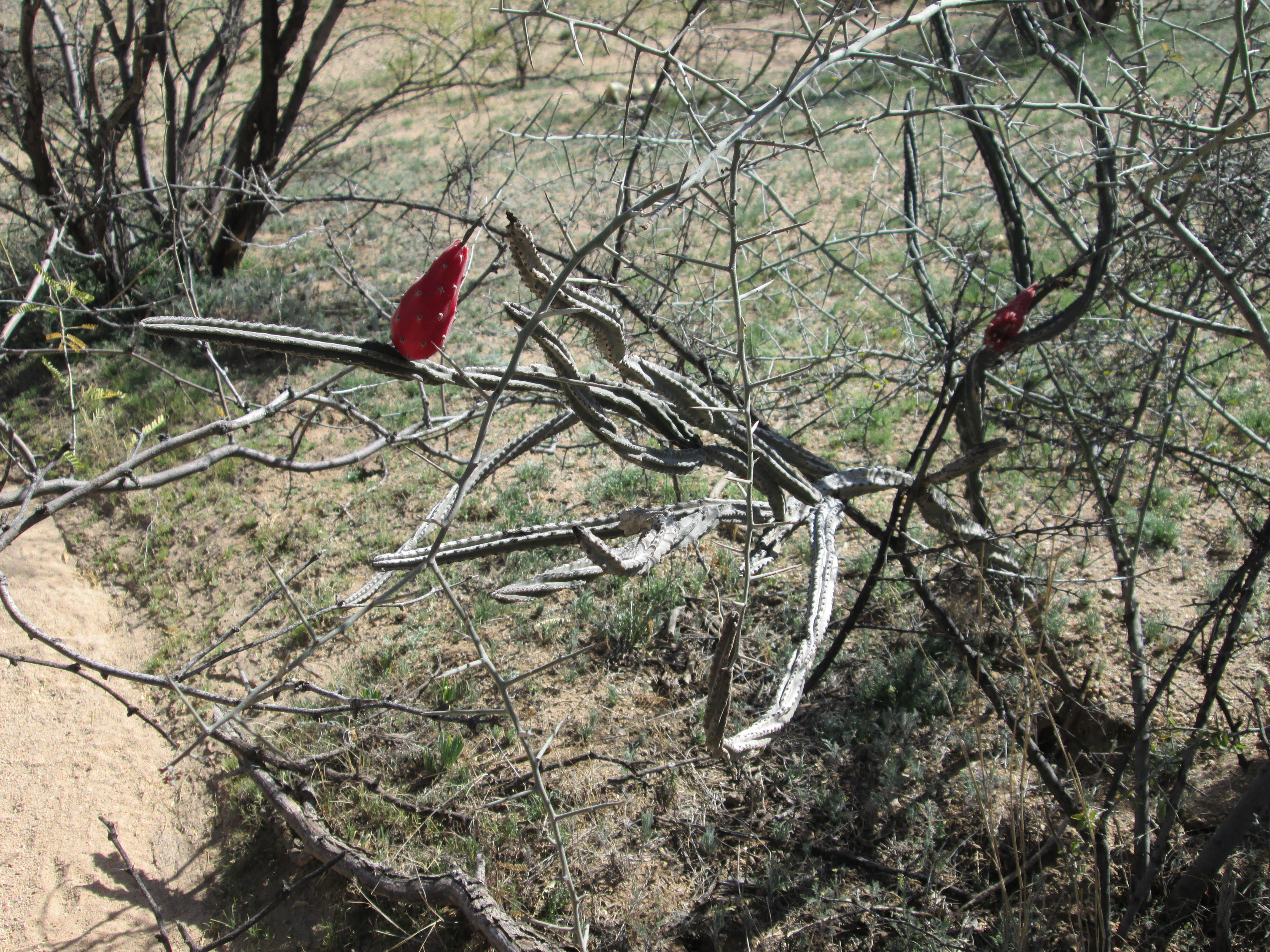
Vista de la planta

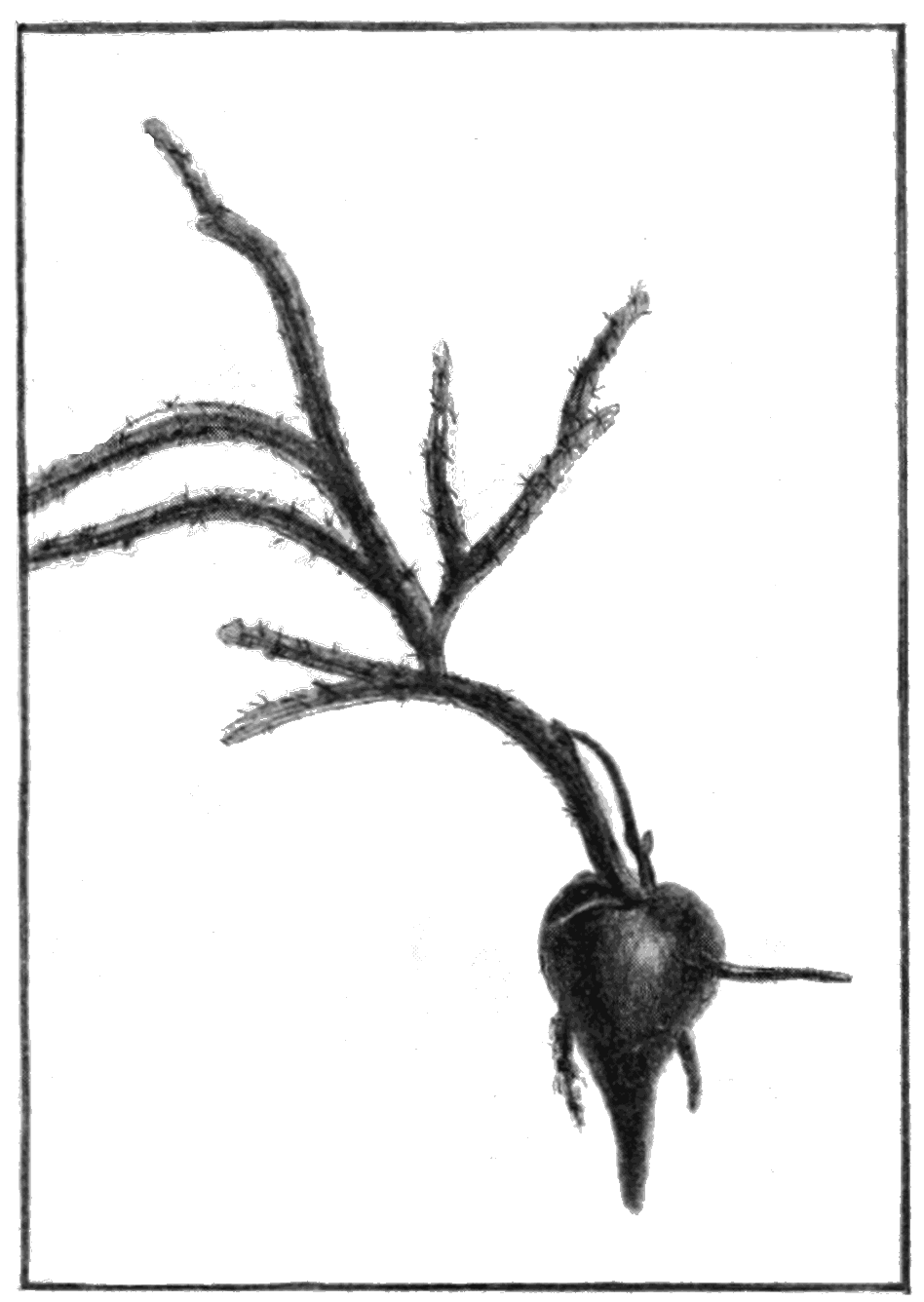
Detalle de la raíz bulbosa

## Distribución
Es endémica de  México y Arizona en Estados Unidos. Es una especie común en zonas localizadas.

## Descripción
Peniocereus greggii crece en posición vertical, raramente con tallos ramificados. Las  bulbosas raíces son muy grandes y alcanzan un diámetro de hasta 60 centímetros. Los esbeltos, tallos gris-verdes alcanzan un tamaño de hasta 3 metros de largo con un diámetro de 1,2 centímetros. Tiene cinco y ocho costillas disponibles. Una sola espina central blanquecina que es casi cónica y mide hasta 2 mm de largo. Las seis a nueve espinas radiales son oscuras y menores de 1 milímetro. Las blancas flores se abren por la noche y son de 15 a 20 cm de largo y un diámetro de 5-7,5 centímetros. El pericarpo y el tubo de la flor se llena con un par de espinas pequeñas. Las frutas en forma de huevo  son de color rojo brillante de 5 a 7,5 cm de largo.

## Taxonomía
El género fue descrito por (Engelm.) Britton & Rose y publicado en Contributions from the United States National Herbarium 12(10): 428, t. 74–75. 1909.
Etimología
Peniocereus: nombre genérico que deriva de las palabras del latín: penio  que significa "cola" y cereus, el género de cactus del que partió.
greggii: epíteto otorgado en honor del coleccionista de cactus estadounidenses Josías Gregg (1806-1850)
Variedad aceptada
- Peniocereus greggii subsp. transmontanus (Engelm.) U. Guzmán

Sinonimia
- Cereus greggii Engelm.
- Peniocereus greggii subsp. greggii
- Peniocereus greggii var. greggii[5]